# 八王子商工会議所

## 八王子商工会議所（はちおうじしょうこうかいぎしょ）

### 概要
- 設立年：1894年（明治27年）8月17日、全国で41番目に設立された商工会議所です
- 所在地：東京都八王子市大横町11‑1
- 法人種別：特別認可法人として運営
- 会員企業数：約3,800社から4,300社を擁する中小企業支援組織

### 沿革・歴史
- 創立背景：1894年の創立以来、八王子市制（現市制：約130年以上）よりも長い歴史をもつ歴史ある団体
- 130周年記念事業：2024年に創立130周年を迎え、記念式典が京王プラザホテルで開催予定。鹿児島商工会議所との交流事業や職員のスキルアップ支援制度の整備などが計画されている

### 主な業務・活動内容

#### 中小企業支援
- 相談窓口：「中小企業相談所」による無料相談を提供しており、弁護士や税理士など専門家への相談や「ビジネスお助け隊」による支援も実施
- 補助金・支援制度：「事業復活支援金」「小規模事業者持続化補助金」「IT導入補助金」「ものづくり補助金」「雇用調整助成金」等の活用相談も受け付けている

#### 創業・後継者支援
- サイバーシルクロード八王子と連携：
  - 「はちおうじ未来塾」（後継者育成）
  - 「本気の創業塾」（伴走型創業支援）
  - 女性限定セミナーやオンライン対応など、多様な形式に対応

#### 広報・地域振興活動
- “八王子がいちばんTV”：地元ケーブルテレビ（J:COM）と連携し、企業や文化、受賞店などを紹介するローカル番組を制作。YouTubeでも視聴可能。
- イベント開催：
  - 「わくわくフェア2021」—日本遺産の魅力を市街地で体感するイベント
  - 「江戸文化体験イベント」（桑都千景推進協議会として）—ワークショップやライトアップ等を企画

#### その他の支援・取組み
- WEBセミナー：経営・労務・補助金活用など、インターネット経由で視聴できるセミナーを提供。遠隔地や多忙な企業にも対応
- 人材マッチング：地元シニア層と企業をつなぐ「シニアのちから in Hachioji」を運営。企業とシニアの直接契約による就業支援を実施
- ワクチン職域接種：2021年～2022年にかけて、会員企業の従業員向けに延べ7,000回以上の接種を実施

### 会頭の声（第19代 会頭：樫崎博 氏）
- ポストコロナを見据え、企業支援と地域のにぎわい創出を2本柱に据える方針。人手不足やDX対応支援にも注力。
- イベント集客実績として、八王子まつりやいちょうまつり等を通じて地域活性化を推進。

### 基本情報
| 項目   | 内容 |
| ------ | --- |
| 名称   | 八王子商工会議所                                                                                         |
| 設立   | 1894年（明治27年）8月17日                                                                                |
| 所在地 | 東京都八王子市大横町11-1                                                                                 |
| 電話   | 042‑623‑6311                                                                                             |
| 会員数 | 約3,800〜4,300社                                                                                         |
| 特徴   | 中小企業支援を中心に、創業・継承支援、広報・地域振興、人材マッチング等、多岐にわたる地域貢献活動を展開。 |

## 基本情報・沿革
- 創立：1894年（明治27年）8月17日、全国で41番目の商工会議所として発足。八王子市制よりも長い歴史を誇る。
- 所在地・連絡先：〒192‑0062 東京都八王子市大横町11‑1。電話番号：042‑623‑6311、FAX：042‑626‑8138。
- 従業員数：約27人規模の経済団体として運営されています。

## 活動の歴史とまちづくり貢献
- 創立当初は、講演会や講習会の開催、そして町内電話網の整備などに取り組み、地域のインフラ発展にも貢献しました。
- 現代でも、地域振興・観光・文化イベントを通じて「桑都（そうと）」としての歴史的魅力を積極的に発信しています。

## 中小企業支援と相談サービス
- 中小企業相談窓口：経営全般、IT、資金繰り、税務、労務、事業承継など幅広く無料相談に対応（平日 9:00–17:00、要予約）。
- 「ビジネスお助け隊」：専門家やボランティアが利用者に寄り添った支援を提供し、申請可能な補助金や支援制度を個別に案内。

## 創業・後継者支援（サイバーシルクロード八王子）
- はちおうじ未来塾：事業承継者の交流・ネットワーク形成、OBによる新商品開発などを支援。
- 本気の創業塾：起業ノウハウを伴走型でサポートする創業支援。女性限定やオンライン開催など柔軟に対応。

## 広報・地域振興事業
- 「八王子がいちばんTV」：地元J:COMで放送、YouTubeにアーカイブあり。創業100年以上の老舗企業や部会紹介などを通じて地域の魅力を発信。
- わくわくフェア2021：日本遺産「桑都物語」の文化を市街地で体験するイベント。木遣り、高尾山山伏、八王子芸妓などが参加し市民に好評。
- 江戸文化体験イベント（2025年2/22〜3/14）：甲州街道沿道ののれん展示、ライトアップなど伝統文化を体感できる催し。

## シニア人材マッチング「シニアのちから in Hachioji」
- 定年後も活躍したいシニアと地域企業を直接つなぐ求人・求職プラットフォーム。経営相談、事務、専門職など多様な分野で人材活用が可能。

## 会頭・現状認識と展望（第19代 会頭：樫崎博氏）
- ポストコロナへの対応：「企業支援」と「にぎわい創出」の2本柱を掲げ、人手不足・DX・インボイス対応などに注力。
- イベントによる地域活性化：八王子まつりや日本遺産フェスティバル、多摩の伝統芸能まつりなどで延べ200万人以上の来訪を記録。
- 2024年の130周年記念：京王プラザホテルで式典が開催され、鹿児島商工会議所との交流や職員資格取得支援制度を整備予定。

## 1. 組織の活動内容と支援サービス

### 主な事業内容
八王子商工会議所は、会員企業や地域を支援するために多岐にわたる活動を展開しています。主な事業には次のようなものが含まれます：
- 経営相談・事業資金の斡旋
- 講習会・セミナーの開催、検定試験の実施
- ファッション都市構想の推進
- まちづくりや産業活性化の推進
- 意見・要望活動（政策提言）など

### サービス群
さらに細分化された各種サービスも提供中です：
- 会員特典や貸会議室の提供
- 「シニアのちから」マッチング支援
- デジタルサイネージ（「八王子が一番ビジョン」）
- 労働保険事務の代行、会報チラシ折り込み、
- ハードディスク破壊サービスなど 八王子市公式ウェブサイト

## 2. 「中小企業相談所」の実態
市内中小企業者を対象に、以下のような無料相談窓口を運営しています：
- 相談内容：経営全般、資金繰り、IT、税務、労務、取引、事業承継など
- 相談手法：対面形式、要予約（電話）
- 受付時間：平日9時〜17時
- 相談料：無料 e-dash｜CO2排出量の可視化・削減を総合的にサポート

「ビジネスお助け隊」や専門家による支援、各種補助金・助成金の個別相談にも対応しています。

## 3. 地域活性と文化発信の取り組み
八王子の伝統・歴史を活かした地域イベントも積極的に展開中です：
- 江戸文化体験イベント（2025年2月22日～3月14日）   甲州街道にのれん旗、花街エリアに行燈ライトアップ、江戸時代の雰囲気を演出 日本商工会議所。八王子は養蚕・織物の発展により「桑都」として知られてきました。
- わくわくフェア2021   日本遺産「桑都物語」に基づく木遣、高尾山山伏、八王子芸妓など伝統文化の演出で街中を華やかに盛り上げました。
- 広報番組「八王子がいちばんTV」   ケーブルテレビとYouTubeで地域の老舗企業や会議所の部会・受賞店などを紹介するローカル番組を配信中。

## 4. 「シニアのちから in Hachioji」―シニア人材マッチング
高齢者と企業をつなぐ画期的なマッチングサービスです：
- 会員登録企業が求人を掲載し、登録するシニア会員が応募して直接契約の相談が可能。募集・応募が直接結びつく仕組みとなっています。
- 八王子商工会議所内での人材マッチングとして、全国でも先駆的な取り組みとされています。

## 5. 「商工会議所活用説明会＆個別相談会」の開催
未加入の方々向けに、商工会議所の利用法やメリットを紹介する説明会も定期的に開催されています：
- 2025年6月3日・11日開催：参加無料、定員50名（1事業所2名まで）、個別相談付き。
- 2024年2月開催：同様に未加入者向けに説明会＋個別相談を実施。

## 6. サイバーシルクロード八王子の活動
地域の産業人材育成を促進するため、商工会議所と市、大学など多者連携によって設立された組織です：
- 主な取り組み：
  - 後継者向け「はちおうじ未来塾」
  - 起業支援「本気の創業塾」（伴走型・女性限定・オンライン対応あり）。
- IT活用支援・異業種交流・クラウドファンディング・英語翻訳サービスなど幅広く対応 サイバーシルクロード八王子